# Wonlarowo (wieś)
Wonlarowo (ros. Вонлярово) – wieś (ros. деревня, trb. dieriewnia) w zachodniej Rosji, w osiedlu wiejskim Katynskoje rejonu smoleńskiego w obwodzie smoleńskim.

## Geografia
Miejscowość położona jest nad rzeką Krapiwnia (dorzecze Dniepru), 1 km od stacji kolejowej Wonlarowo, przy drodze federalnej R120 (Orzeł – Briańsk – Smoleńsk – Witebsk), 5 km od drogi magistralnej M1 «Białoruś», 2,5 km od centrum administracyjnego osiedla wiejskiego (Katyń), 25,5 km od Smoleńska.
W granicach miejscowości znajdują się ulice: Dacznaja, Sadowaja, Stroitielej.

## Demografia
W 2010 r. miejscowość liczyła sobie 203 mieszkańców.